# Mikuláš František Lotrinský
Mikuláš František Lotrinský, také známý jako Mikuláš II. Lotrinský (francouzsky: Nicolas-François de Lorraine, 6. prosince 1609, Nancy – 25. ledna 1670, tamtéž), byl krátce vévoda lotrinský a vévody z Baru a to na několik měsíců v roce 1634. Vlády se ujal po abdikaci bratra Karla IV. a byl tedy vévodou během francouzské invaze do Lotrinska za třicetileté války.

## Život
Mikuláš František byl nejmladším synem lotrinského vévody Františka II. a jeho manželky Kristýny ze Salmu. Narodil se na svátek svatého Mikuláše a podle toho také dostal své první jméno Mikuláš, jméno František mu bylo dáno po otci. Jeho sestra Markéta se z lásky tajně vdala za bratra francouzského krále, Gastona Orleánského.
Nezdálo se pravděpodobné, že by Mikuláš mohl kdy vládnou vévodství a proto byl již odmala vychováván pro post biskupa. Již v mládí zastával pozici biskupa v Toul. Mikuláš František studoval mezi lety 1622 až 1629 filozofii a technologii na univerzitě v Pont-a-Mousson.Na rodného Nancy se vrátil až v červnu 1629. Zde dostával soukromé lekce od dvou jezuitských kněží.
Mikuláš František byl jmenován opatem v Commendam a několikrát byl starším bratrem Karlem nebo králem Ludvíkem XIII. poslán jako velvyslanec.
Mikuláš se stal kardinálem dne 16. ledna 1626, avšak neprojevil se jako příliš schopný. Když byl v roce 1634 jeho bratr Karel přinucen k abdikaci, jeho místo vévody lotrinského zaujal právě mladší bratr Mikuláš František. Dne 4. března 1634 napsal papeži Urbanovi VIII., který jej nechal odstoupit z místa kardinála a současně mu povolil sňatek s Mikulášovou vlastní sestřenicí, Klaudií, dcerou Jindřicha I. Svatba se uskutečnila ze 17. na 18. února toho roku.
Bezprostředně po nástupu Mikuláše na post vévody, francouzská vojska vpadla do Lotrinského vévodství a přinutila čerstvého vévodu podepsat smlouvu o uznání jejich práva na Lotrinsko, které následně obsadili. Sám Mikuláš uprchl do exilu a brzy sám odstoupil, přičemž vrátil nárok na titul vévody zpět bratrovi Karlovi, který stále žil. Vyjma jedné možnosti se ale Karel mohl vrátit do vlastního vévodství až roku 1661, i tak ale několik let podruhé vládl.
Mikuláš František Lotrinský zemřel 25. ledna 1670 ve věku 60 let. Oficiálně byl ale pohřben až 4. července toho roku.

## Potomci
Mikuláš František si vzal svoji sestřenici Klaudii Lotrinskou, ta nakonec zemřela při porodu dvojčat. Nejsou známi žádní Mikulášovi levobočci a on sám se po Klaudiině smrti již neoženil.
- Ferdinand Filip Lotrinský (29. prosince 1639 – 1. dubna 1659)
- Karel Leopold Lotrinský (3. dubna 1643 – 18. dubna 1690), titulární vévoda lotrinský, ⚭ 1678 Eleonora Marie Josefa Habsburská (21. května 1653 – 17. prosince 1697)
- Anna Eleonora Lotrinská (12. května 1645 – 28. února 1648)
- Anna Marie Terezie Lotrinská (30. července 1648 – 17. června 1661), abatyše v Remiremontu
- Marie Anna Lotrinská (30. července 1648–?)